# ليونيل جيفرايس
ليونيل جيفرايس (بالإنجليزية: Lionel Jeffries)‏ (و. 1926 – 2010 م) هو كاتب سيناريو، وممثل أفلام، ومخرج أفلام، وممثل مسرحي بريطاني، توفي عن عمر يناهز 84 عاماً، بسبب مرض.

## التعليم
تعلم في الأكاديمية الملكية للفنون المسرحية.

## الخدمة العسكرية
خدم في الجيش البريطاني.

## وصلات خارجية
- ليونيل جيفرايس على موقع IMDb (الإنجليزية)
- ليونيل جيفرايس على موقع ألو سيني (الفرنسية)
- ليونيل جيفرايس على موقع تيرنر كلاسيك موفيز (الإنجليزية)
- ليونيل جيفرايس على موقع أول موفي (الإنجليزية)
- ليونيل جيفرايس على موقع قاعدة بيانات برودواي على الإنترنت (الإنجليزية)
- ليونيل جيفرايس على موقع قاعدة بيانات الأفلام السويدية (السويدية)
- ليونيل جيفرايس على موقع إن إن دي بي (الإنجليزية)
- ليونيل جيفرايس على موقع قاعدة بيانات الفيلم (الإنجليزية)
- ليونيل جيفرايس على موقع كينوبويسك (الروسية)